# Diferencijalne jednadžbe
Diferencijalna jednadžba jest matematička jednadžba koja povezuje neku funkciju s njenim derivacijama. U primjenama funkcije obično predstavljaju fizikalne veličine, derivacije predstavljaju njihove stope promjena, a jednadžba definira odnos između funkcije i derivacije. Budući da su takvi odnosi iznimno česti, diferencijalne jednadžbe igraju veliku ulogu u mnogim disciplinama, kao što su inženjerstvo, fizika, ekonomija i biologija.
U čistoj matematici diferencijalne se jednadžbe proučavaju iz nekoliko različitih perspektiva, najviše prema svojim rješenjima – skupu funkcija koje zadovoljavaju jednadžbu. Samo su najjednostavnije diferencijalne jednadžbe rješive eksplicitnim formulama, iako neka svojstva rješenja dane diferencijalne jednadžbe mogu biti određena bez nalaženja njihovog egzaktnog oblika. Ako eksplicitna formula za rješenje nije dostupna, rješenje se može numerički aproksimirati upotrebom računala. Teorija dinamičkih sustava stavlja naglasak na kvalitativnu analizu sustava opisanih diferencijalnim jednadžbama, dok su mnoge numeričke metode razvijene da se odrede rješenja s danim stupnjem točnosti.
Diferencijalna jednadžba veličina x i y ona je jednadžba u kojoj su te dvije veličine povezane jednadžbom u kojoj se pojavljuju njihovi diferencijali dx i dy, tako raspoređeni da se iz diferencijalnog oblika može prijeći u derivacijski.
Red diferencijalnoj jednadžbi određujue diferencijal (odnosno derivacija) najvišeg reda u dotičnoj diferencijalnoj jednadžbi.
Rješenje diferencijalne jednadžbe je svaka funkcijska veza koja je prevodi u identitet odnosno neku poznatu jednakost.  Nakon diferenciranja i uvrštavanja u diferencijalnu jednaždbu iz te se funkcijske veze može dobiti trivijalan identitet 0 = 0.

## Povijest
Diferencijalne su se jednadžbe pojavile Newtonovim i Leibnizovim izumom diferencijalnog računa. U drugom poglavlju djela iz 1671. Methodus fluxionum et Serierum Infinitarum Isaac Newton je izlistao tri vrste diferencijalnih jednadžbi: 
- {\displaystyle {\frac {dy}{dx}}=f(x)}
- {\displaystyle {\frac {dy}{dx}}=f(x,y)}
- {\displaystyle x_{1}{\frac {\partial y}{\partial x_{1}}}+x_{2}{\frac {\partial y}{\partial x_{2}}}=y}

On rješava te primjere i druge upotrebom beskonačnih redova i raspravlja o nejedinstvenosti rješenja.
Jacob Bernoulli predložio je Bernoullijevu diferencijalnu jednadžbu 1695. godine. To je obična diferencijalna jednadžba oblika:
{\displaystyle y'+P(x)y=Q(x)y^{n}}
za koju je sljedeće godine Leibniz našao rješenja pojednostavljivanjem.
Povijesno, problem vibrirajuće žice, npr. od glazbenog instrumenta, proučavali su Jean le Rond d'Alembert, Leonhard Euler, Daniel Benoulli i Joseph-Louis Lagrange. Godine 1746. d'Alembert je otkrio jednodimenzionalnu valnu jednadžbu, a u manje od deset godina Euler je otkrio trodimenzionalnu valnu jednadžbu.
U 1750-ima Euler i Lagrange razvijaju Euler-Lagrangeovu jednadžbu u vezi s njihovim studijama o problemu određivanja krivulje na koju će čestica s težinom pasti na određenu točku u određenom vremenu, neovisno o prvotnoj poziciji.
Lagrange je riješio taj problem 1755. i poslao rješenje Euleru. Oboje su dalje razradili Lagrangeovu metodu i primijenili je na mehaniku, što je dovelo do formulacije Lagrangeove mehanike.
Fourier je objavio svoje djelo o raspodjeli topline u Theorie analytique de la chaleur, u kojem je osnivao svoja razmišljanja na Newtonovom zakonu hlađenja, naime, da je raspodjela topline između dviju molekula proporcionalna iznimno malom razlikom u njihovim temperaturama. U toj knjizi bio je sadržan Fourierov prijedlog te jednadžbe topline za difuziju topline.

## Obične diferencijalne jednadžbe
Obične diferencijalne jednadžbe su diferencijalne jednadžbe nepoznate varijable {\displaystyle x}, funkcija te varijable {\displaystyle f(x)} i njezinih derivacija {\displaystyle {f(x)}',{f(x)}'',...} Rješenje takve jednadžbe jest funkcija jedne varijable.

### Linearna diferencijalna jednadžba
Linearna diferencijalna jednadžba je diferencijalna jednadžba oblika: 
{\displaystyle a_{0}(x)y+a_{1}(x)y'+a_{2}(x)y''+\cdots +a_{n}(x)y^{(n)}+b(x)=0,}
gdje su {\displaystyle a_{0}(x),\ldots ,a_{n}(x)} i {\displaystyle b(x)} proizvoljne diferencijabilne funkcije koje ne moraju biti linearne, a {\displaystyle y',\ldots ,y^{(n)}} su uzastopne derivacije nepoznate funkcije {\displaystyle y} varijable {\displaystyle x}.

### Nelinearna diferencijalna jednadžba
Jedan primjer nelinearne diferencijalna jednadžbe je: 
{\displaystyle {\frac {du}{dx}}=-u^{2}}
koja ima opće rješenje {\displaystyle u={\frac {1}{x+C}}}.

## Parcijalne diferencijalne jednadžbe
Parcijalne diferencijalne jednadžbe su jednadžbe koje uključuju više nezavisnih varijabli, npr. {\displaystyle x,y,t,\ldots }, njihove funkcije {\displaystyle f(x,y,t)} te njihove parcijalne derivacije, kao što su {\displaystyle {\frac {\partial f}{\partial x}}} ili {\displaystyle {\frac {\partial f}{\partial t}}}. Upravo zbog pojavljivanja parcijalnih derivacija te se jednadžbe nazivaju parcijalnim diferencijalnim jednadžbama.

### Primjeri
Parcijalne diferencijalne jednadžbe se koriste za opisivanje raznih pojava u prirodi. Koriste se za opisivanje najmanjih sustava u kvantnoj mehanici, opisivanja gibanja fluida u mehanici kontinuuma, provođenje topline, opisivanju sustava u klasičnoj mehanici, orbitalnoj mehanici, sve do opće teorije relativnosti i crnih rupa.

#### Jednadžba topline – provođenje topline
Parcijalna diferencijalna jednadžba provođenja topline je sljedeća jednadžba:
{\displaystyle {\frac {\partial u}{\partial t}}=\alpha \left({\frac {\partial ^{2}u}{\partial x^{2}}}+{\frac {\partial ^{2}u}{\partial y^{2}}}+{\frac {\partial ^{2}u}{\partial z^{2}}}\right)}
Ovdje je:
- {\displaystyle u(x,y,z,t)} — temperatura u prostoru i vremenu
- {\displaystyle \alpha } — koeficijent toplinske difuzije (toplinska vodljivost)
- {\displaystyle x,y,z} — prostorne koordinate
- {\displaystyle t} — vrijeme.

#### Schrödingerova jednadžba
Schrödingerova jednadžba je parcijalna diferencijalna jednadžba u kvantnoj mehanici koja opisuje vremensku evoluciju valne funkcije. 
Jednodimenzionalna vremenski ovisna Schrödingerova jednadžba glasi:
{\displaystyle i\hbar {\frac {\partial }{\partial t}}\Psi (x,t)=\left[-{\frac {\hbar ^{2}}{2m}}{\frac {\partial ^{2}}{\partial x^{2}}}+V(x,t)\right]\Psi (x,t)}
Tu je:
- {\displaystyle \Psi (x,t)} — valna funkcija, funkcija koja svakom prostoru {\displaystyle x} i vremenu {\displaystyle t} pridružuje kompleksni broj
- {\displaystyle i} — imaginarna jedinica
- {\displaystyle \hbar } — reducirana Planckova konstanta
- {\displaystyle m} — masa čestice
- {\displaystyle V(x,t)} — potencijalna energija.

Valna funkcija {\displaystyle \Psi (x,t)} sadrži sve informacije o kvantnom sustavu.

#### Navier-Stokesove jednadžbe
Navier-Stokesove jednadžbe su nelinearne parcijalne diferencijalne jednadžbe u dinamici fluida koje opisuju gibanje viskoznog fluida.
Za nestlačivi fluid u trodimenzionalnom prostoru vektorski oblik Navier–Stokesove jednadžbe glasi:
{\displaystyle \rho \left({\frac {\partial \mathbf {u} }{\partial t}}+(\mathbf {u} \cdot \nabla )\mathbf {u} \right)=-\nabla p+\mu \nabla ^{2}\mathbf {u} +\mathbf {f} }
Tu je:
- {\displaystyle \mathbf {u} =(u,v,w)} — vektorsko polje brzine fluida
- {\displaystyle \rho } — gustoća fluida (pretpostavljena konstantnom)
- {\displaystyle p} — tlak
- {\displaystyle \mu } — dinamička viskoznost
- {\displaystyle \mathbf {f} } — vanjske (masene) sile po jedinici volumena, npr. gravitacija
- {\displaystyle \nabla p} — gradijent tlaka
- {\displaystyle \nabla ^{2}\mathbf {u} } — Laplaceov operator primijenjen komponentno na brzinu.

Uz ovu jednadžbu mora biti zadovoljen i uvjet nestlačivosti (očuvanje mase):
{\displaystyle \nabla \cdot \mathbf {u} =0}
Ova jednadžba osigurava da volumen fluida ostaje konstantan, to jest da nema kompresije.